# Artemisia vulgaris
Artemisia vulgaris, comummente conhecida como artemísia (sendo certo que esta designação é comum a todas as espécies do género Artemisia), é uma das várias espécies do género Artemisia, pertencendo ao tipo fisionómico dos hemicriptófitos.

## Nomes comuns
O nome comum  «artemísia», conhece as seguintes variantes: artemísia-comum, artemísia-mola, artemísia-verdadeira e urtemige.
Além de «artemísia» e das suas variantes, esta espécie é conhecida, ainda, pelos seguintes nomes comuns:  erva-de-são-joão (não confundir com as espécies Hypericum perforatum e Glechoma hederacea, que também são conhecidas por este nome comum);flor-de-são-joão; erva-das-ervas; rainha-das-ervas; erva-de-fogo; e estacia.

### Etimologia
Do que toca ao nome científico:
- O nome genérico, Artemisia, provém do latim Artĕmīsĭa,[4] designando originariamente a planta do absinto.
- O epíteto específico, vulgaris, também provém do latim e significa «vulgar; comum».[5]

## Distribuição
É nativa das regiões de clima temperado da Europa, Ásia e Norte da África.

### Portugal
Trata-se de uma espécie presente no território português, nomeadamente em Portugal Continental, enquanto espécie autóctone.
Marca presença nas zonas do Noroeste ocidental, do Noroeste montanhoso, das terras fria e quente transmontanas, do Centro-oeste calcário, do Centro-oeste arenoso, do Centro-leste de campina e do Centro-sul miocénico.

### Ecologia
Trata-se de uma espécie ruderal, que prosa nas orlas de caminhos pedonais e de vias férreas, ao longo de regatos, em courelas agricultadas, terrenos incultos e até em casas devolutas. Pode encontrar-se até 1600 metros acima do nível do mar.

## Descrição
É uma planta vivaz, herbácea, semelhante à losna.
Conta com um caule  avermelhado, herbáceo e ramoso, cuja altura varia entre meio metro e dois metros. O caule é espesso e não conta com estolhos.
As folhas têm um formato recortado em lóbulos agudos, apresentando uma coloração verde-escura e chegando a medir entre cinco a 20 centímetros. As folhas pautam-se, ainda, por terem a face ou página superior completamente glabra, ao passo que, na face ou página inferior, denota-se uma pubescência esbranquiçada, esta é uma característica que ajuda a distinguir a artemísia-comum da losna.
Floresce entre Julho e Outubro, apresentando flores pequenas (5 mm de comprimento) de cor amarela ou vermelho-escura e formato tulboroso. As flores caracterizam-se pelos capítulos eretos, com invólucro, encontrando-se reunidas em grandes panículas de espigas frouxas.
O aquénio desta planta é glabro.

## História
Supõe-se que a artemísia, muito mencionada e valorizada pelos físicos da Antiguidade e que dá nome ao étimo latino Artemisia, não será a Artemisia vulgaris L, mas a Artemisia absinthium.
Contudo, na Idade Média, é efetivamente à artemísia-comum que se referiram o poeta francês Rutebeuf e, mais tarde, o cirurgião francês Ambroise Paré, que muito laudaram as suas virtudes medicinais.
Durante muito tempo, a artemísia-comum foi utilizada na confeção de preparados medicamentosos para tratar a epilepsia e a dança de São Vito. Esta planta tem ainda reconhecidas propriedades sobre o organismo feminino, enquanto regulador da menstruação, terá sido por mercê a estas propriedades, que terá ficado associada na antiguidade clássica à deusa Artemisa.
Historicamente, foi usada nos meios rurais, suspensa em ramos, nas padieiras das entradas de estábulos e cavalariças- porquanto a artemísia atrai as moscas - por molde a afastá-las dos animais, no guardados interior.

## Farmacologia e toxicologia
No que toca aos componentes da artemísia comum, a mesma conta com um óleo essencial, resina, tanino, mucilagem e inulina.
As folhas da artemísia contêm vitaminas Al, B1, B2 e C O.
O óleo essencial da artemísia é rico em diversas substâncias: cineol e tujona, flavonoides, taninos, saponinas, resinas, artemisinina e princípios amargos.
As propriedades medicinais conhecidas da artemísia são o efeito analgésico, antiespasmódico, emenagogo, febrífugo, anticonvulsivo, tónico, calmante, digestivo, vermífugo e regulador da menstruação. A artemisinina está a ser testada contra a malária.
Não deve ser consumida crua, pois é tóxica nesse estado, especialmente em doses elevadas. O seu consumo é fortemente desaconselhado às mulheres grávidas. O pólen desta planta é alergénico.

## Usos

### Culinária
Tradicionalmente, é um dos agentes que dão sabor amargo às cervejas gruit. No Vietname, é usada como erva aromática na culinária. Na China, os talos crocantes dos exemplares jovens, conhecidos como luhao (Chinês: 芦蒿; pinyin: lúhāo), são um alimento sazonal usado frequentemente em refogados.

### Herbalismo
No ensejo da medicina tradicional, as partes mais utilizadas da artemísia são as folhas, quando mondadas; as sumidades floridas, quando colhidas já de Julho a Outubro; e a raiz, colhida em Outubro. Geralmente estas partes costumam ser pulverizadas e  conservadas em espaço resguardado da luz, sendo que a raiz, além desses preparos, também deve ser seca a altas temperaturas.

### Religião
No Nepal, a planta também é conhecida como titepati (tite significa "amargo", pati significa "folha"), e é usada como oferta aos deuses, para purificar o ambiente (varrendo o chão ou pendurando um feixe fora de casa), como incenso e como planta medicinal.
A planta é queimada ou fumada por povos ameríndios, como os chumaches do sul da Califórnia por exemplo, em cerimônias de purificação.
A planta tem relação com práticas mágicas dos tempos da Inglaterra anglo-saxã.

### Medicina oriental
No ensejo da medicina oriental, utiliza-se tanto a artemísia-comum, como a artemísia-chinesa, na moxibustão, que é uma técnica semelhante à acupuntura e que consiste em atear pequenos montes de folhas, embrulhados em cones ou bastonetes de algodão, posicionados em pontos específicos do corpo.